# Anti Saar
Anti Saar (9 maggio 1980) è uno scrittore e traduttore estone.

## Biografia
Diplomatosi presso il Liceo ginnasio "Hugo Treffner" di Tartu nel 1998, si è laureato in Semiotica nella medesima città nel 2005, con la tesi Tähesadu. Preikonograafilise intuitsiooni võimalikkus (Stelle cadenti. Possibilità d'intuizione pre-iconografica).
Ha esordito nella narrativa per adulti nel 2006, per poi dedicarsi alla letteratura per ragazzi dal 2013.
Alla scrittura affianca l'attività di traduttore di testi letterari e filosofici dal francese; fra gli autori da lui tradotti figurano Georges Perec e Gilles Deleuze.
Saar è anche un designer di giocattoli. Nel 2014 ha fondato l'azienda Kolm Elu (Tre vite), che progetta flipper in legno, ispirati alla letteratura per ragazzi.
Vive a Tartu e ha due figli.

## Opere

### Antologie di racconti e prose
- Kuidas sa ära läksid ja mina maha jäin. (Tallinn, 2006)
- Nemad kaks. (Tallinn, 2008)
- Tekste siledast ruumist. (Tallinn, 2009)
- SOS (tõenäoliselt pikim eestikeelne palindroom, ilmunud Paranoia kirjastuse Archiviato il 4 marzo 2016 in Internet Archive. Olematute raamatute anoloogias)

### Libri per ragazzi
- Kuidas meil asjad käivad. (Tallinn, 2013)
- Kojamees Urmas. (Tallinn, 2015)
- Juturaamat. (Tallinn, 2016)
  - edizione italiana Una piccola grande invenzione, Sinnos Editrice, Roma - ISBN 9788876093692 (trad. Daniele Monticelli).
- Külaskäik. (Tallinn, 2017)
- Pärt ei oska saltot. (Tallinn, 2017)
- Seisa siin, Pärt!. (Tallinn, 2018)
- Mina, Milda ja meister Michel. (Tallinn, 2018)
- Pärt ja ploomid. (Tallinn, 2018)
- Pärt ja viimane koogitükk. (Tallinn, 2018)
- Pärt läheb uuele ringile. (Tallinn, 2019)

## Riconoscimenti
- 2007 – Premio per autori esordienti "Esimene Samm" (Primo passo)
- 2013, 2018 – Premio "Aasta Rosin" (Uvetta dell'Anno) del Centro estone per la letteratura per ragazzi
- 2013 – Premio del Fondo culturale estone per la letteratura per ragazzi
- 2013, 2015, 2017, 2018 – Premio "Hea lasteraamat" (Bel libro per ragazzi)
- 2014 – Premio The White Ravens, Internationale Jugendbibliothek ("Kuidas meil asjad käivad")
- 2017 – Premio "Järje Hoidja" (Segnalibro) della Biblioteca Centrale di Tallinn